# Nuclear-Free Future Award
Der Nuclear-Free Future Award (NFFA) ist ein Preis, der seit 1998 weltweit an Menschen verliehen wird, die sich erfolgreich für eine Welt ohne Atomwaffen und Atomenergie einsetzen.

## Intention und Geschichte
Der Preis wird in der Regel jährlich in den drei Kategorien „Widerstand“, „Aufklärung“ und „Lösungen“ verliehen, die je mit 10.000 Dollar dotiert sind. Außerdem gibt es Ehrenpreise für Lebenswerke.
Die Preisverleihung wandert um die Welt.
Claus Biegert, der im September 1992 die Weltkonferenz World Uranium Hearing in Salzburg initiiert hatte, gründete im Ergebnis dieser Konferenz zusammen mit Christa Lubberger und Franz Moll (einem Enkel des Gründers der Münchner Unternehmensgruppe Leonhard Moll) den Nuclear-Free Future Award. Die Stiftung als Träger wurde 1998 von Moll als Franz-Moll-Stiftung für die kommenden Generationen gegründet (Initiative Nuclear Free Future). Im September 2013 wurde die Stiftung in Nuclear-Free Future Award Foundation umbenannt. Der Preis wurde bis 2022 von der Nuclear-Free Future Foundation in München vergeben. Seit 2023 wird er gemeinsam von Beyond Nuclear, USA, und den Internationalen Ärzten zur Verhütung des Atomkriegs (IPPNW) verliehen.
Der Preis finanziert sich ausschließlich aus Spenden, Benefizkonzerten und Auktionen.
Die zentrale Forderung der Nuclear-Free Future Foundation lautet: „Das Uran muss in der Erde bleiben!“

## Preisträger
Die internationale Jury wählte bislang die folgenden Preisträger:
2025: New York City, USA
- Widerstand: S.P. Udayakumar, Indien
- Aufklärung: Márcia Gomes de Oliveira und Norbert Suchanek (International Uranium Film Festival), Brasilien
- Lösungen: Edwick Madzimure, Simbabwe
- Lebenswerk: Joanna Macy, USA; Klee Benally, Navajo-Nation

2024 – keine Preisverleihung
2023: New York City, USA
- Widerstand: Hinamoeura Morgant-Cross, Französisch-Polynesien
- Aufklärung: Tina Cordova, USA
- Lösungen: Benetick Kabua Maddison, Marshallinseln/USA
- Lebenswerk: Daniel Ellsberg (posthum), USA

2022: Online
- Widerstand: Anthony Lyamunda, Tansania
- Aufklärung: Libbe HaLevy, USA
- Lösungen: Malte Göttsche, Deutschland
- Ehrenpreis: Irmgard Gietl, Deutschland; Cécile Lecomte, Frankreich

2021 – keine Preisverleihung
2020: Online
- Widerstand: Fjodor Marjasow und Andrej Talewlin, Russland
- Aufklärung: Felice und Jack Cohen-Joppa, USA
- Lösungen: Ray Acheson, Irland/Kanada
- Besondere Anerkennung: Deb Haaland, USA

2019 – keine Preisverleihung
2018: Salzburg, Österreich
- Widerstand: Jeffrey Lee, Australien
- Aufklärung: Karipbek Kujukow, Kasachstan
- Lösungen: Linda Walker, Großbritannien
- Lebenswerk: Peter Weish, Österreich; Didier und Paulette Anger, Frankreich

2017: Basel, Schweiz
- Widerstand: Almoustapha Alcahen, Niger
- Aufklärung: Janine Allis Smith und Martin Grant Forwood (Cumbrians Opposed to a Radioactive Environment), Großbritannien
- Lösungen: Hiromichi Umebayashi, Japan
- Besondere Anerkennung: Jochen Stay, Deutschland
- Besondere Anerkennung: Schweizer Anti-Atom-Bewegung

2016: Johannesburg, Südafrika
- Widerstand: Arif Ali Cangı, Türkei
- Aufklärung: Bruno Chareyron, Frankreich
- Lösungen: Samson Tsegaye Lemma, Äthiopien
- Besondere Anerkennung: Susi Snyder und International Campaign to Abolish Nuclear Weapons (ICAN), USA/Niederlande
- Besondere Anerkennung: Alfred Manyanyata Sepepe, Südafrika

2015: Washington, D.C.
- Widerstand: Megan Rice, Michael R. Walli und Gregory I. Boertje-Obed, USA
- Aufklärung: Cornelia Hesse-Honegger, Schweiz[10]
- Lösungen: Tony de Brum, Marshallinseln
- Besondere Anerkennung: Cree-Jugend von Mistissini, Kanada
- Besondere Anerkennung: Alexander Kmentt, Österreich[11]

2014: München
- Widerstand: Golden Misabiko, Rep. Kongo
- Aufklärung: Aileen Mioko Smith, Japan[12]
- Lösungen: Joseph Laissin Mailong, Kamerun[13]
- Ehrenpreis für Lebenswerk: Edmund Lengfelder, Deutschland
- Ehrenpreis für Lebenswerk: Hans Schuierer, Deutschland

2013 – keine Preisverleihung 
2012: Heiden, Schweiz
- Widerstand: Gabriela Tsukamoto und die Organisation MUNN, Portugal
- Aufklärung: Katsumi Furitsu, Japan
- Lösungen: Yves Marignac, Frankreich
- Ehrenpreis für Lebenswerk: Sebastian Pflugbeil, Deutschland
- Ehrenpreis für besondere Verdienste: Susan Boos, Schweiz

2011: Berlin
- Widerstand: Natalia Mansurowa und Nadeschda Kutepowa, Russland
- Aufklärung: Angelica Fell und Barbara Dickmann, Deutschland
- Lösungen: Hans Grassmann, Deutschland
- Ehrenpreis für Lebenswerk: Heinz Stockinger, Österreich[14]

2010: New York, USA
- Widerstand: The African Uranium Alliance
- Aufklärung: Oleg Bodrow, Russland
- Lösungen: Bruno Barrillot, Frankreich
- Ehrenpreis für besondere Verdienste: Henry Red Cloud, Lakota-Nation
- Ehrenpreis für Lebenswerk: Martin Sheen, USA

2009 – keine Preisverleihung
2008: München
- Jillian Marsh, Australien
- Manuel Pino, USA

2007: Salzburg
- Widerstand: Charmaine White Face, USA
- Aufklärung: Siegwart-Horst Günther, Deutschland
- Lösungen: Tadatoshi Akiba, Japan
- Lebenswerk: Freda Meissner-Blau, Österreich; Armin Weiß, Deutschland

2006: Window Rock, USA
- Widerstand: Sun Xiaodi, China
- Aufklärung: Gordon Edwards, Kanada
- Lösungen: Wolfgang Scheffler und Heike Hoedt, Österreich/Deutschland
- Lebenswerk: Ed Grothus, USA

2005: Oslo
- Widerstand: Motarilavoa Hilda Lini, Vanuatu, Südpazifik
- Lösungen: Preben Maegaard, Dänemark
- Lebenswerk: Mathilde Halla, Österreich
- Anerkennung: Stammesrat der Navajo, vertreten durch Präsident Joe Shirley Jr., Navajo-Nation

2004: Jaipur, Indien
- Widerstand: Jakharandis Organisation Against Radiation (JOAR), Indien
- Aufklärung: Asaf Durakovic, USA
- Lösungen: Jonathan Schell, USA
- Lebenswerk: Hildegard Breiner, Österreich
- Anerkennung: City Montessori School in Lakhnau, Indien

2003: München
- Widerstand: Carol Gilbert, Jackie Hudson und Ardeth Platte, USA
- Aufklärung: Souad Naij Al-Azzawi, Irak
- Lösungen: Corbin Harney, Western Shoshone Nation
- Lebenswerk: Inge Schmitz-Feuerhake, Deutschland

2002: St. Petersburg, Russland
- Widerstand: Mordechai Vanunu, Israel
- Aufklärung: Ole Kopreitan
- Lösungen: Helen Clark, Neuseeland
- Lebenswerk: Alexej Jablokow, Francis Macy
- Besondere Erwähnung: The Bulletin of the Atomic Scientists

2001: Carnsore Point, USA
- Widerstand: Kevin Buzzacott, Australien
- Aufklärung: Kenji Higuchi, Japan
- Lösungen: Hans-Josef Fell, Deutschland
- Lebenswerk: Solange Fernex, Frankreich
- Besondere Erwähnung: David Lowry

2000: Berlin
- Widerstand: Eugene Bourgeois, Normand de la Chevrotiere und Robert McKenzie
- Aufklärung: Juri Kuidin, Kasachstan (posthum)
- Lösungen: The Barefoot College of Tilonia,[16] Indien
- Lebenswerk: Klaus Traube, Deutschland

1999: Los Alamos, USA
- Widerstand: Grace Thorpe und Dorothy Purley
- Aufklärung: Lidia Popowa, Russland
- Lösungen: Ursula und Michael Sladek, Deutschland
- Lebenswerk: Stewart Udall, USA

1998: Salzburg
- Widerstand: Yvonne Margarula, Australien
- Aufklärung: Raúl Montenegro, Argentinien
- Lösungen: Hari Sharan, Indien
- Lebenswerk: Maisie Shiell, Kanada